# أوزفالدو ليرة
أوزفالدو ليرة (بالإسبانية: Osvaldo Lira)‏ هو قسيس وفيلسوف تشيلي، ولد في 11 فبراير 1904 في سانتياغو في تشيلي، وتوفي بنفس المكان في 20 ديسمبر 1996.